# Сторслетт
Сторслетт — адміністративний центр муніципалітету Нордрейса в графстві Тромс-ог-Фіннмарк, Норвегія. Населений пункт розташований на півдні Рейсафьордена вздовж гирла річки Рейсаельва. Площа 1,63 км² (2017 рік), населення становить 1837 осіб (щільність населення 1,127 мешканців на км²).
У Сторслетті знаходиться церква Нордрейса та старша середня школа. На північному заході від нього, за 5 кілометрів  у сусідньому населеному пункті Сьоркьосен,  знаходиться невеликий аеропорт Сьоркьосен. Через Сторслетт проходить європейська траса E6.
Наприкінці окупації Норвегії нацистською Німеччиною у 1944 році Сторслетт був повністю зруйнований. По закінченні Другої світової війни був повністю відбудований і значно зріс після війни.